# Cohasset (Massachusetts)
Pour les articles homonymes, voir Cohasset.
Cohasset est une ville du comté de Norfolk au Massachusetts, aux États-Unis.